# Santa Cruz de El Seibo
Santa Cruz de El Seibo (eller El Seibo kort och gott) är en ort i kommunen El Seibo i östra Dominikanska republiken och är den administrativa huvudorten för provinsen El Seibo. Orten hade 26 477 invånare 2010.